# Alexandre Alexeieff
Alexandre Alexeieff, född 18 april 1901, död 9 augusti 1982, var en ryskfödd teaterdekoratör, grafiker och filmanimatör, främst verksam i Frankrike och Kanada.
Alexeieff utvecklade på 1930-talet en animationsmetod kallad "pin screen" tillsammans med Claire Parker. De arbetade även med andra animationsmetoder, både i reklamfilm och kortfilm.